# Tõnis Rotberg
Tõnis Rotberg, estonski general, * 1882, † 1953.